# علي بلحاج
علي بلحاج ناشط إسلامي ومعارض إسلامي جزائري وواعظ وأحد مؤسسي حزب الجبهة الإسلامية للإنقاذ، وفاز وحزبه في الانتخابات المحلية في 1990 والانتخابات التشريعية الجزائرية في1991 هو من مواليد 16 ديسمبر 1956 بتونس، الموافق ل13 جمادى الأولى 1376 هـ.

## نشأته
يرجع أصول عائلته إلى مدينة ادرار في الجنوب الجزائري، انتقلت عائلته إلى تونس أثناء حرب التحرير الجزائرية، التحق والده (محمد الحبيب بن محمد الطيب بن حاج) سنة 1959 بالثورة الجزائرية، كانت عائلته ملتزمة وكان أبوه من حفظة القرآن وكان اختصاصه الحربي نزع وزراعة الألغام، في سنة 1961 استشهد والد علي بلحاج قرب خط موريس بينما كان يبلغ من العمر عند استشهاده 34 سنة.

### العودة للجزائر
في سنة 1963 وبعد الاستقلال عادت العائلة إلى الجزائر العاصمة بحي ديار الشمس وبعد ثلاث سنوات من ذلك أي في سنة 1966م
توفيت والدة علي بلحاج بعد مرض عضال وهي لم تتجاوز الاربعين، فقام جده من امه (تواتي حسن) وزوجته بمساعدة خالهم (بن عبد الله محمد) بكفالة الطفل علي بلحاج 10 سنوات واخويه (لحبيب) 11 سنة وعبد الحميد 7 سنوات، وكان الخال يعمل مستشارا تربويا ومديرا لمدرسة الشيخ الحواس الابتدائية ببلدية باش جراح منذ سنة 1975م إلى حين وفاته سنة 1998م.
تحصل علي بلحاج وإخوته على منحة الشهيد التي تمنحها الدولة لأبناء الشهداء.
تزوج في 1980م وله خمسة أبناء حسب الترتيب الآتي: عبد الفتاح (وهو يكنى باسم الشيخ أبو عبد الفتاح نسبة لهذا الابن)، فاطمة الزهراء، عبد القهار، عبد الجبار ويوسف وهو أصغرهم..

## مشواره التعليمي
درس الابتدائي 4 سنوات في ابتدائية ديار الشمس بعد وفاة والدته تنقلت العائلة إلى حي بن عمر بالقبة حيث بيت خاله فأكمل السنتين المتبقيتين من التعليم الابتدائي في حي ديار الباهية
بعدها تنقل لمتوسطة العناصر التي تحصل فيها على شهادة التعليم المتوسط سنة 1972 م
إلتحق بعدها بثانوية حامية بالقبة القديمة شعبة الآداب، وتحصل على شهادة الباكالوريا بتقدير جيّد،
دخل معهد تكوين الأساتذة والمعلمين بالحراش واختص في فرع اللغة والأدب العربي.
بدأ تحصيله العلمي ونشاطه الدعوي: في مسجد أبي حنيفة النعمان بالمقرية (أحد الأحياء الشعبية بالعاصمة) في سنة 1976م تعرف علي بن حاج على عمر العرباوي (أحد أعضاء جمعية العلماء المسلمين الجزائرية) حيث درس على يده.
ومن العلماء والدعاة الذين تأثر بهم، الشيخ عبد اللطيف سلطاني والشيخ عبد الباقي صحراوي والشيخ أحمد سحنون
تخصص في الشريعة والأدب وفي الإسلام السياسي وأصدر الكثير من الأشرطة الصوتية وكتب العديد من المقالات والأبحاث والرسائل، أثبت تمكنه وقدرته على نشر أفكاره عبر الخطب العديدة التي كان يلقيها في مساجد العاصمة الجائرية ومؤخرا عبر الأنترنت.

## مسيرته السياسية
بدأ علي بن حاج يلقي دروسا في بعض مصليات ومساجد القبة بالعاصمة الجزائرية، وكانت أول حلقة له بمصلى حي ديار الباهية أواسط السبعينات، اشتهر بين الشباب الذي أصبح يتابع دروسه في مساجد العاصمة وخاصة ببوزريعة، وليفيي، والحراش.
و كانت محتويات دروسه في محاربة البدع والأمر بالمعروف والنهي عن المنكر، ونشر السنن النبوية. وهو يلقي خطبه في الشوارع، والحافلات والغابات والملاعب، وكان له أتباع كثر بسبب ذلك وأعتقل من طرف الأمن في أواخر السبعينات.
في بداية الثمانينات وسع نشاطه الدعوي والسياسي في العاصمة وضواحيها وخاصة ولايات البليدة وبومرداس وتيبازة، وأصبح يتنقل بين مساجد السنة بباب الواد والقبة، وانجذب لدروسه وخاصة في التوحيد والسياسة الشرعية والسيرة النبوية آلاف الأتباع، خاصة لطريقته في الخطابة وفي تبنيه للمنهج السلفي.

### سجنه في قضية بويعلي
في30 أوت 1983م قامت السلطة آنذاك بإلقاء القبض عليه في قضية الهجوم على مدرسة الشرطة بالصومعة التي نفذها مصطفى بويعلي وجماعته المسلحة (من أوائل الدعاة الذين تبنوا العمل المسلح في الجزائر)، وحكم عليه بـ 5 سنوات سجنا نافذة بتهمة تكوين جمعية أشرار وعدم التبليغ عن وقوع الجناية وشتم هيئه نظامية.
وكان يصدار الفتاوى الشرعية لجماعة بويعلي المنتفضة ضد السلطة الجزائرية، وتنقل بين مجموعة من السجون (سركاجي، تيزي وزو، البرواقية، وأخيرا تازولت – لامبيز – بباتنة).
بعد أن قضى 4 سنوات من عقوبته صدر عفو من ر ئاسة الجمهورية بتوقيع الرئيس الشاذلي بن جديد بمناسبة 5 جويلية 1987م، فرفض العفو مبدئيا.
صدر أمر من وزارة الداخلية الجزائرية لإيداعه الإقامة الجبرية بمدينة ورقلة التي قضى بها بضعة أشهر بعد انقضاء المدة، كان ممنوعا من الزيارات ومن حضور صلاة الجمعة في المسجد.
واصل نشاطه السياسي والدعوي في السجن، وهذا عن طريق التعليم والتدريس والوعظ والإرشاد
قام بتأليف العديد من الأبحاث والرسائل ومجموعة كبيرة من الأشعار الدعوية والسياسية صودرت منه عند خروجه من السجن.

### تأسيس حزب إسلامي بعد أحداث 5 أكتوبر
في أحداث 5 أكتوبر 1988 في تاريخ الجزائر السياسي، كان له دور جوهري مع كل من عباسي مدني وعلي جدي وعبد القادر بوخمخم كمال قمازي في تأسيس الجبهة الإسلامية للإنقاذ مطلع سنة 1989 بناء على الدستور الجديد الذي فتح باب التعددية السياسية في المادة 40، فكان من أوائل من فكر في تأسيس حزب سياسي إسلامي.
و تم الاعتراف بالجبهة الإسلامية للإنقاذ ليكون أول حزب إسلامي معتمد في العالم العربي، بينما كان الحديث يجري أثناء انعقاد مؤتمر جبهة التحرير الوطني في 27 نوفمبر 1989 عن مجرد فتح جبهة التحرير على الحساسيات الأخرى الإسلامية، الديمقراطية، القومية، الشيوعية. وسبق الإعلان عن تأسيس الجبهة الإسلامية للإنقاذ أحداث وإرهاصات وأبرزها، تأسيس رابطة الدعوة الإسلامية عام 1989م برئاسة الشيخ أحمد سحنون التي كانت مظلة التيارات الإسلامية كلها ومن بين أعضائها المؤسسين: علي بن حاج، عباسي مدني، محفوظ نحناح، محمد السعيد، عبد الله جاب الله.
دعا علي بن حاج إلى تشكيل الجبهة الإسلامية الموحدة، إلا أن عباسي مدني اقترح لها اسما آخر هو الجبهة الإسلامية للإنقاذ معللا هذه التسمية بأن: الجبهة تعني المجابهة بمعنى المطالبة والمغالبة وأيضا الاتساع لآراء متعددة، وهذه الجبهة إسلامية لأنه السبيل الوحيد للتغيير والإنقاذ مأخوذة من قوله تعالى- والتي صارت هي شعار الجبهة فيما بعد – ((وكنتم على شفا حفرة من النار فأنقذكم منها)) – آل عمران / 103-.

### توقيف المسار الإنتخابي وحل الحزب
أثناء الإضراب العام الذي أطلقته الجبهة الإسلامية للإنقاذ وللمطالبة باسترجاع المسار السياسي وانشقاق 17 قياديا من الجبهة الإسلامية للإنقاذ ، توجه علي بن حاج مع بعض من أعضاء الجبهة الإسلامية للإنقاذ في 30 جوان 1991 إلى مقر الإذاعة والتلفزة الجزائرية للرد على الاتهامات الموجهة لقادة الإنقاذ من العناصر المنشقة، لكن ألقت السلطات القبض عليهم جميعا داخل مقر الإذاعة.
في 2 أوت 1990م عندما قامت العراق بغزو الكويت، توجه هو وعباسي مدني في جولة مشرقية وكان أن إلتقى بنائب الرئيس عزت الدوري وبالملك فهد وبالداعية الألباني، أبدى خلالها معارضة مشائخ السعودية في قضية الاستعانة بأمريكا والحلفاء خلال حرب الخليج الأولى ودعا الجزائريين بالتوجه للقتال في العراق.
ليودع السجن العسكري بالبليدة بتاريخ 2 جويلية 1991م مع عباسي مدني وقيادات أخرى كعلي جدي وكمال قمازي.. وبعد شهور من الاعتقال تم تقديمه مع من كان معه لمحاكمة جرت وقائعها بالمحكمة العسكرية بالبليدة، أين حكم عليه وعباسي مدني بـ 12 سنة سجنا ووجهت إليه ست تهم، قضى فترة الحكم كاملة في السجن.

## أقواله
- أثناء مظاهرات قادها في العاصمة الجزائرية وأمام مقر الرئاسة في فترة رئاسة الشاذلي بن جديد قال «من المساجد، سنقود الدعوة لبناء الدولة الإسلامية»،
- ردا على دعاة فصل الدين عن الدولة قال: نحن معشر المسلمين لا نقبل أن يفصل الدين عن الدولة حتى تفصل أرواحنا عن أجسادنا. وأضاف: الفصل بين الدين والدولة إنما هو فصل الروح عن الجسد.
- قال أيضا إن المبدأ الذي لا نموت في سبيله ليس صحيحا، فإذا وجدت نفسك تسير في منهج ما، ولم تتعرض لأي شيء من أجل ذلك فهذا يعني أن طريقك غير سليم ولابد من إعادة النظر فيه".
- قال "نحن لسنا طلاب خبز ولا دعاة كراسي ولسنا أصحاب مناصب فنحن دعاة دين
- قال " لا حاجة لنا بالبرلمان، إذا كان هذا الأخير يجعلنا نسكت عن دين الله، وهل سيحاسبنا الله غدا يوم القيامة عن فوزنا أو إخفاقنا في البرلمان؟ فالبرلمان وسيلة بالنسبة إلينا وليس غاية، إنما غايتنا هو تحقيق شرع الله.

## أفكاره
هو من المنادين بالإسلام السياسي وتدور كل نشاطاته نحو هذه الأفكار وتتلخص أفكار علي بلحاج في في مقابلة صحفية مع مجلة البيان الصادرة عن المنتدى الإسلامي بلندن في العدد 23 من شهر ديسمبر 1989م يقول فيها: «إن طريق النجاة إنما يتمثل في الاستمساك بكتاب الله وسنة الرسول صلى الله عليه وسلم، وفي فهم السلف الصالح، وأي طريق نسلكه لاستئناف حياة إسلامية بعيدة عن كتاب الله وسنة رسوله سيؤدي إلى طريق مسدود وقد أثبتت التجارب ذلك.. وأنصح المسلمين أيضا أن لا يتحزبوا، ولو كانوا وسط أحزاب، فيجعلوا تلك الأحزاب وسائل لا غايات وأن يبتعدوا عن التعصب الحركي وأن يجعلوا الحق فوق الأشخاص لا العكس..» ورغم «التصلب» الذي يطبع مواقفه، إلا أنه كان دائما مستعدا للحوار من أجل المصالحة الوطنية التي تحقق مطالب الأمة المشروعة، ومن جملة النقاط الني كان يركز عليها مع محاوريه:
- الوصول إ لى قناعة عميقة بأن الحوار ينبغي أن يكون مع الجميع دون أي إقصاء.
- الاعتراف بأن الأوضاع تعالج بالحكمة والعقل لا بالعنف والقوة التي لاتأتي بأية نتيجة بل عواقبها وخيمة.
- الإلحاح على ضرورة إيقاف النزيف الدموي من كلا الجانبين. - الوطن في حاجة ماسة لكل أبنائه.
- الإقرار بأن الأمور في الجزائر اختلطت وتعقدت ولابد من تضافر كل جهود الخيرين من أبناء هذا الشعب لإيجاد الحلول الممكنة له.
- تحييد وحصر الأطراف السياسية المناوئة الأقليات الإيديولوجية التي لا ترضى بالحوار ولا هم لها إلا الاصطياد في المياه العكر.
- إيجاد حل شرعي مناسب يحدد الظالم من المظلوم على أساس رفع الظلم عن المظلوم وإعطاء كل ذي حق حقه.
- حق اختيار الأمة بكل حرية وقناعة، فالصندوق هو الفاصل بين كل الأطراف.

وكان ومما يعرف عنه كذلك تأثره بأشرطة الشيخ عبد الحميد كشك والتي كان يستمع إليها في كل وقت، مع العلم بأن أشرطة عبد الحميد كشك التي كانت تتداولها الأيدي ويتبادلها الشباب سرا.

## قالوا عنه
قال عنه عباسي مدني في مقابلة مع الإعلامي أحمد منصور:«أن الرجل أمة».
قال عنه سلمان بن فهد العودة: «كلما سمعت خطبة من خطب الشيخ علي بن حاج أو قرأت له رسالة من رسائله أو تتبعت موقفا من مواقفه الشجاعة مع الحكام إلا وذكرني بسيرة شيخ الإسلام ابن تيمية – رحمه الله – العطرة».

## بعد إطلاق سراحه
أطلق سراحه سنة 2003 أرادت السلطة الجزائرية إجباره على التوقيع على مجموعة من الوثائق التي بها يوافق على التوقف عن نشاطه السياسي إلا أنه رفضها، وكان يقوم بمجموعة من الأنشطة السياسية داخل مسجد الوفاء بالعهد بالقبة الجزائر العاصمة. وقد حاول الترشح لرئاسيات 2014 بالجزائر إلا أنّ ملفه رفض.
اما حاليا فيقبع تحت الإقامة الجبرية بمنزله في حسين داي بالجزائر العاصمة.[بحاجة لمصدر]

## مواضيع ذات صلة
- قائمة أعلام الجزائريين
- المرجعية الدينية الجزائرية